# Бжески окръг
Бжески окръг (на полски: Powiat brzeski) е окръг в Южна Полша, Малополско войводство. Заема площ от 590,52 kм2. Административен център е град Бжеско.

## География
Окръгът се намира в историческия регион Малополша. Разположен е в северната част на войводството.

## Население
Населението на окръга възлиза на 92 403 души (2012 г.). Гъстотата е 156 души/kм2.

## Административно деление
Административно окръгът е разделен на 7 общини.
Градско-селски общини:
- Община Бжеско
- Община Чхув

Селски общини:
- Община Боженчин
- Община Дембно
- Община Гнойник
- Община Ивкова
- Община Шчурова

## Фотогалерия
- Бжеско
- Чхув